# Abbaiahnahalli, Challakere
Abbaiahnahalli là một làng thuộc tehsil Challakere, huyện Chitradurga, bang Karnataka, Ấn Độ.